# Comune distrettuale di Vilnius
Il comune distrettuale di Vilnius è uno dei 60 comuni della Lituania, situato nella regione della Dzūkija. Circonda la capitale Vilnius su tre lati, mentre il comune distrettuale di Trakai lo chiude sul quarto lato.
Il 61,3% della popolazione è costituito da polacchi.